# Sebastián Gorga
Sebastián Gorga, vollständiger Name Sebastián Gorga Nogueira, (* 6. April 1994 in Montevideo) ist ein uruguayischer Fußballspieler.

## Karriere

### Verein
Der 1,87 Meter große Offensivakteur Gorga spielte bereits 2011 in der Nachwuchsmannschaft des uruguayischen Erstligisten Nacional Montevideo. In der Saison 2012/13 absolvierte er für die Montevideaner ein Spiel (kein Tor) in der Primera División. Zudem kam er in einer Begegnung (kein Tor) der Copa Libertadores 2013 zum Einsatz. In der nachfolgenden Saison blieb er ohne Einsatz. In der Spielzeit 2014/15 gewann er mit Nacional die Uruguayische Meisterschaft und trug dazu mit elf absolvierten Partien (kein Tor) in der höchsten uruguayischen Spielklasse bei. Es folgten acht weitere Erstligaeinsätze (kein Tor) in der Apertura 2015 und drei absolvierte Partien (kein Tor) der Copa Sudamericana 2015. Anfang 2016 wechselte er zum CFC Genua, wurde jedoch umgehend wieder an Nacional ausgeliehen. Während der Clausura 2016 kam er je zweimal (kein Tor) in der Liga und der Copa Libertadores 2016 zum Einsatz. Mitte Juli 2016 verlieh ihn CFC Genua dann an den argentinischen Klub Gimnasia y Esgrima La Plata. Bislang (Stand: 16. Juli 2017) bestritt er dort 14 Ligaspiele (kein Tor), drei Partien (kein Tor) in der Copa Argentina und eine Begegnung (kein Tor) in der Copa Sudamericana 2017.

### Nationalmannschaft
Gorga debütierte am 13. Januar 2010 unter Trainer Fabián Coito beim 2:1-Sieg über Florida im Rahmen des Mundialito Tahuichi Aguilera in der U-15 Uruguays. Insgesamt absolvierte er in dieser Altersklasse fünf Länderspiele. Ein persönlicher Torerfolg blieb ihm verwehrt.
Erstmals setzte ihn ebenfalls Coito am 15. Januar 2011 in der Partie gegen Chivas in der uruguayischen U-17-Auswahl ein. Er stand im Aufgebot bei der U-17-Südamerikameisterschaft 2011 in Ecuador. Das Turnier beendete Uruguay als Vize-Südamerikameister. Die Gesamtzahl seiner U-17-Länderspiele beläuft sich auf vier (kein Tor).
Seit 2012 war er auch Mitglied der uruguayischen U-20-Nationalmannschaft. Sein Debüt in dieser Auswahl feierte er am 8. Juni 2012 beim 1:0-Freundschaftsspielsieg über die USA unter der Ägide des seinerzeitigen Trainers Juan Verzeri. Im Juli 2012 wurde er von Verzeri zu einem Trainingslehrgang der U-20 einberufen. Insgesamt weist die Statistik bislang (Stand: 8. Juli 2015) drei (kein Tor) U-20-Einsätze für ihn aus.
Am 19. Mai 2015 wurde er von Trainer Fabián Coito zunächst für den vorläufigen Kader der U-22 bei den Panamerikanischen Spielen 2015 in Toronto nominiert. Schließlich gehörte er auch dem endgültigen Aufgebot an und gewann das Turnier mit der Celeste.

### Erfolge
- U-17-Vize-Südamerikameister 2011
- Goldmedaille Panamerikanische Spiele 2015
- Uruguayischer Meister: 2014/15